# غبريال جاد عبد الملاك
 غابريال جاد عبد الملاك  ( 1942 - سوهاج) هو رئيس مجلس الدولة المصري بعد أن وافقت الجمعية العمومية لمستشاري مجلس الدولة على توليه رئاسة المجلس خلفا للمستشار عبدالله أبو العز ليصبح غبريال ثالث قبطي يترأس مجلس الدولة بعد المستشارين نبيل بيرهام و حنا ناشد  تولى غبريال المنصب بعد موافقة المجلس بنسبة 86.7%  تخرج غبريال من كلية الحقوق جامعة القاهرة في مايو 1964 بتقدير جيد جدا مع مرتبة الشرف وحصل على دبلوم العلوم الجنائية ودبلوم القانون العام عام 1967 وهو ما يعادل درجة الماجستير في القانون العام، وعين مندوب مساعد بمجلس الدولة عام 1964 وتدرج في عدد من الوظائف القضائية حتى وصل إلى درجة نائب رئيس مجلس الدول وتقلد عدة مناصب قضائية، فكان رئيسا للمحكمة التأديبية ورئيس لمحكمة القضاء الإدارى وتولى رئاسة دائرة بالمحكمة الإدارية العليا.